# Sumpfkrokodil
Das Sumpfkrokodil (Crocodylus palustris) ist eine Art der Echten Krokodile (Crocodylidae).

## Merkmale
Das Sumpfkrokodil erreicht eine maximale Länge von etwa vier Metern. Die erwachsenen Tiere sind grau bis graubraun und meistens mit dunklen Zeichnungen versehen, die Jungtiere sind hellbraun bis braun und besitzen auf dem Schwanz und dem Körper eine dunkle Querbänderung.

## Verbreitung und Lebensraum

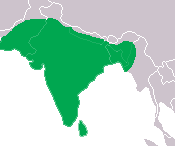
Verbreitungsgebiet

Das Verbreitungsgebiet umfasst den indischen Subkontinent und schließt den östlichen Iran, einen Großteil Pakistans, die Terai-Tiefebene in Nepal und Sri Lanka ein. In Bangladesch sind Sumpfkrokodile wahrscheinlich ausgestorben.
Das Sumpfkrokodil ist ein Süßwasserbewohner, der vor allem in Flüssen, Seen und Sümpfen zu finden ist. Außerdem bewohnt es die Bewässerungskanäle und künstlich angelegten Wasserreservoirs seiner Heimat. Gelegentlich wurden Sumpfkrokodile auch im Brackwasser angetroffen.

## Lebensweise
Wie die meisten anderen Krokodile ernährt sich das Sumpfkrokodil von sehr unterschiedlichen Organismen des Wassers. Sein Spektrum umfasst dabei Fische, Schlangen, Frösche, Wasserschildkröten, Insekten sowie kleine Säugetiere. Große Krokodile fangen auch Hirsche, Wasserbüffel und Gaure. Außerdem sind sie bekannt dafür, dass sie Fische aus Fischernetzen „stehlen“. Zudem konnte eine besondere Jagdstrategie für Vögel beobachtet werden. Dabei balancieren die Krokodile Stöcke und Zweige (das bevorzugte Nestbaumaterial der Vögel) auf ihren Schnauzen. Kommen nun Vögel und wollen die Stöcke zum Nestbau nutzen, werden sie mit hoher Erfolgsquote gefangen.
Die Eier werden in Gruben abgelegt. Ein solches Nest umfasst zwischen 25 und 30 Eier. In Gefangenschaft gehaltene Sumpfkrokodilweibchen haben nicht selten zwei Gelege pro Jahr.

## Gefährdung
Das Sumpfkrokodil wird mit Stand 2013 in der Roten Liste gefährdeter Arten der IUCN als gefährdet (vulnerable) gelistet. Der Populationstrend ist stabil, es leben noch geschätzt 5700–8700 geschlechtsreife Individuen. Gefährdungsursachen sind die Bejagung, der Ausbau von urbanen Gebieten, Fischerei und landwirtschaftliche Einflüsse.
Sumpfkrokodile sind in einigen Gegenden ihres Verbreitungsgebietes in ihrem Bestand hoch bedroht. Im Iran wurde ihr Bestand durch eine lang anhaltende Dürre drastisch reduziert, in Indien durch den Verlust der natürlichen Lebensräume durch die explosionsartig wachsende menschliche Bevölkerung. Die sichersten Bestände leben heute wohl auf Sri Lanka (Unterart Crocodylus palustris kimbula).